# Aissa Bouras
 (avril 2021).
Si vous disposez d'ouvrages ou d'articles de référence ou si vous connaissez des sites web de qualité traitant du thème abordé ici, merci de compléter l'article en donnant les références utiles à sa vérifiabilité et en les liant à la section « Notes et références ».
Aissa Bouras (en arabe : عيسى بوراس) est un footballeur algérien né le 24 avril 1980 à Sétif. Il évoluait au poste d'attaquant.

## Biographie
Il évoluait en première division algérienne avec les clubs du NA Hussein Dey, du GC Mascara, de l'ES Sétif et de l'OMR El Anasser. Il dispute 53 matchs en inscrivant 8 buts en Ligue 1.